# Biomacromolecules
Biomacromolecules (abrégé en Biomacromolecules) est une revue scientifique à comité de lecture. Ce mensuel publie des articles de recherches originales dans concernant les interactions entre polymères et systèmes biologiques.
D'après le Journal Citation Reports, le facteur d'impact de ce journal était de 6,988 en 2020. Actuellement[Quand ?], le directeur de publication est le Professeur Sébastien Lecommandoux (ENSCBP-Bordeaux INP, Laboratoire de Chimie des Polymères Organiques (LCPO), France).